# Mairie de Croix (métro de Lille)
La station Mairie de Croix est une station de la ligne 2 du métro de Lille, située à Croix. Inaugurée le 18 août 1999, la station permet de desservir la mairie de la commune.
Jusqu'au 6 mars 2017, la station s'appelait Croix - Mairie.

## La station

### Situation
La station se situe au niveau de la rue Jean Jaurès entre l'avenue du Général-de-Gaulle et l'avenue des Deux-Moulins dans la commune de Croix.
Elle est située sur la ligne 2 entre les stations Croix - Centre et Épeule - Montesquieu, respectivement à Croix et à Roubaix.

### Origine du nom
Elle doit son nom à l'hôtel de ville de la commune qu'elle dessert.

### Histoire
La station de métro est inaugurée le 18 août 1999.

## Architecture
Station bâtie sur deux niveaux, elle comporte un accès et un ascenseur en surface.
- niveau - 1 : vente et compostage des tickets, choix de la direction du trajet
- niveau - 2 : voies centrales et quais opposés

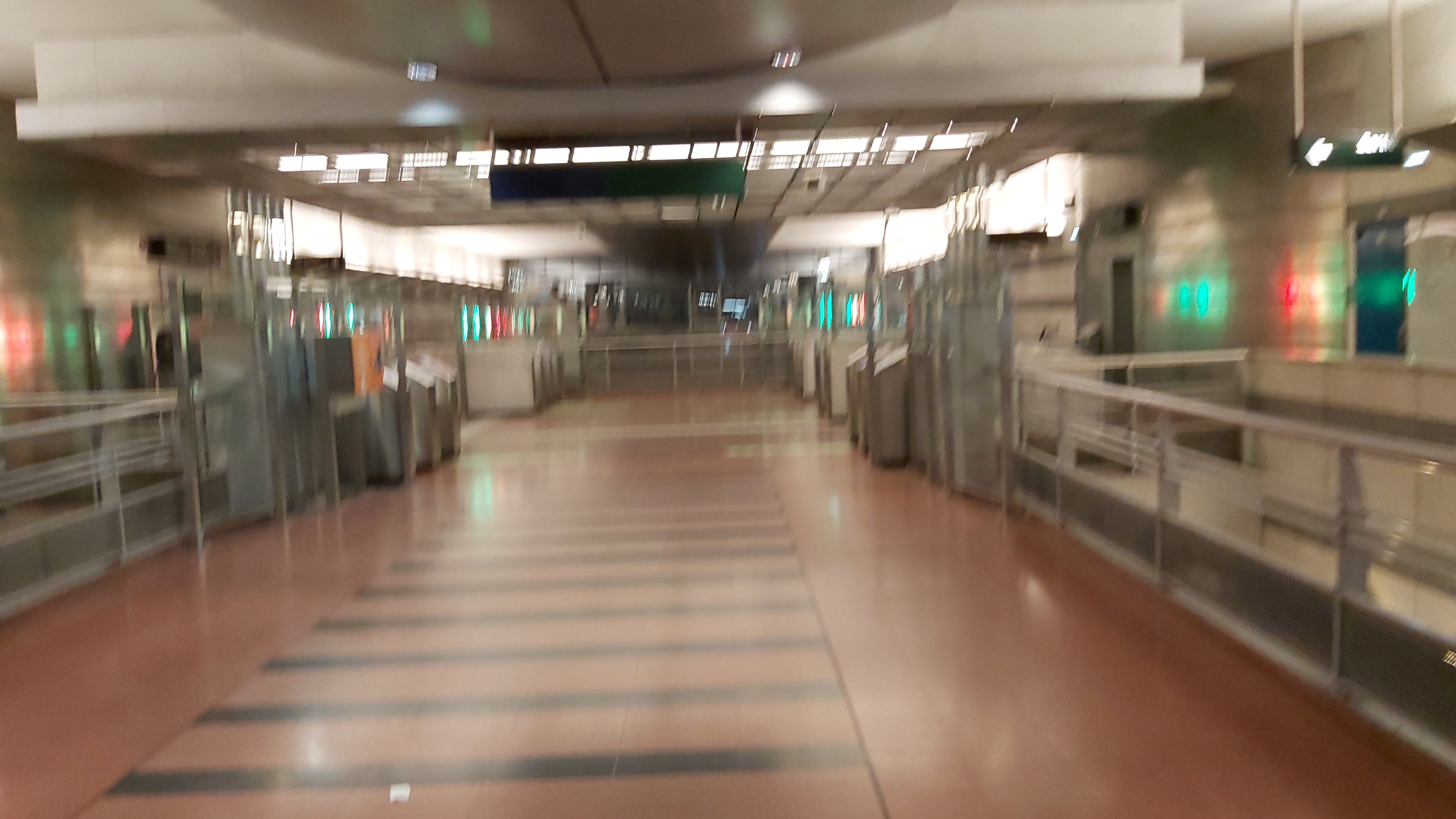
Vue de l'intérieur.

## Intermodalité
La station est desservie par la ligne 36 du réseau Ilévia.

## À proximité
- Mairie de Croix
- EDHEC